# مایکل وارن (بازیگر)
مایکل وارن (به انگلیسی: Michael Warren) (زاده ۵ مارس ۱۹۴۶) بازیگر آمریکایی است.
از فیلم‌های معروف او می‌توان به بازی در فیلم گونه ۳ اشاره کرد.